# Eliseo Quintanilla
Eliseo Antonio Quintanilla Ortiz (La Libertad, 5 febbraio 1983) è un calciatore salvadoregno, centrocampista offensivo dell'Isidro Metapán.

## Carriera
Eliseo Quintanilla Ortiz apparve nel calcio con buon successo nella selezione U-17 di El Salvador nel 1999. Immediatamente, firmò per la squadra C.D. FAS.
Nella stagione 2001 passò all'Águila de San Miguel e nel 2002 al D.C. United della MLS degli Stati Uniti. Ritornò in El Salvador nel 2004 con l'Alianza e nel 2006 firmò col San Salvador, dove giocò un anno.
In settembre, si assentò dalle pratiche ed in una partita contro il Nejapa fu espulso per eccessivi reclami all'arbitro.
Nel 2008, fu contrattato dall'Alajuelense, con la quale debuttò il 23 gennaio, la Liga perse contro il Liberia, 3-1.